# Suphisellus neglectus
Suphisellus neglectus is een keversoort uit de familie diksprietwaterkevers (Noteridae). De wetenschappelijke naam van de soort werd in 1979 gepubliceerd door Young.